# Elmo Saļms
Elmo Saļms (ur. 13 kwietnia 1937 w Tallinnie) – radziecki (łotewski) kierowca wyścigowy.

## Biografia
Młodość spędził na Syberii, gdzie ścigał się motocyklem. Na początku lat 70. zakupił Estonię 15 i rozpoczął rywalizację w wyścigach samochodowych. W 1971 roku zwyciężył dwa wyścigi na torze Biķernieki. W sezonie 1972 na Estonii 15M wygrał mistrzostwo Sowieckiej Formuły 4, który to tytuł obronił rok później. W 1974 roku zmienił pojazd na mocniejszą Estonię 18 w specyfikacji Formuły 3, przekazując swój stary pojazd Toomasowi Napie. Wówczas to wywalczył mistrzostwo Litewskiej Formuły 3. W 1975 roku Saļms zadebiutował w Pucharze Pokoju i Przyjaźni, zajmując czternaste miejsce na torze Barawaja. W 1977 roku zadebiutował w Formule Easter. Zdobył wówczas mistrzostwo edycji łotewskiej, podobnie jak w sezonie 1979. Z kolei w edycji sowieckiej był czwarty w 1977 roku, natomiast w sezonie 1979 – trzeci. Po 1979 roku zakończył karierę.

## Wyniki
| Legenda oznaczeń w tabelach wyników Wyświetl szablon na nowej stronie | Legenda oznaczeń w tabelach wyników Wyświetl szablon na nowej stronie                                                                     |
| Oznaczenie                                                            | Wyjaśnienie |
| --------------------------------------------------------------------- | --- |
| Złoty                                                                 | Zwycięzca lub mistrzostwo |
| Srebrny                                                               | 2. miejsce lub wicemistrzostwo |
| Brązowy                                                               | 3. miejsce lub II wicemistrzostwo |
| Zielony                                                               | Ukończył, punktował (w klasyfikacji generalnej, gdy zdobył co najmniej jeden punkt na przestrzeni sezonu, poza trzema powyższymi opcjami) |
| Niebieski                                                             | Ukończył, nie punktował (w klasyfikacji generalnej, gdy nie zdobył co najmniej jednego punktu na przestrzeni sezonu)                      |
| Czerwony                                                              | Nie zakwalifikował się (NZ) |
| Czerwony                                                              | Nie prekwalifikował się (NPK) |
| Różowy                                                                | Nie ukończył (NU) |
| Różowy                                                                | Niesklasyfikowany (NS) (w klasyfikacji generalnej, gdy nie został sklasyfikowany w żadnym wyścigu sezonu)                                 |
| Czarny                                                                | Zdyskwalifikowany (DK) |
| Czarny                                                                | Wykluczony (WYK/EX) |
| Biały                                                                 | Nie wystartował (NW) |
| Biały                                                                 | Kontuzjowany (K/INJ) |
| Biały                                                                 | Wyścig odwołany (OD/C) |
| Bez koloru                                                            | Został wycofany (WYC/WD) |
| Bez koloru                                                            | Nie przybył (NP/DNA) |
| Bez koloru                                                            | Nie brał udziału w treningach (NT/DNP) |
| Bez koloru                                                            | Nie został zgłoszony (–) |
| Pogrubienie                                                           | Start z pole position |
| Kursywa                                                               | Najszybsze okrążenie wyścigu |
| †                                                                     | Nie ukończył, ale jego rezultat został zaliczony ze względu na przejechanie więcej niż 90% dystansu wyścigu.                              |
| *                                                                     | Sezon w trakcie |
| 1/2/3                                                                 | Punktowana pozycja w sprincie |
| Lista systemów punktacji Formuły 1                                    | |

### Puchar Pokoju i Przyjaźni
| Rok  | Samochód    | Silnik | Wyniki w poszczególnych eliminacjach | Wyniki w poszczególnych eliminacjach | Wyniki w poszczególnych eliminacjach | Wyniki w poszczególnych eliminacjach | Wyniki w poszczególnych eliminacjach | Pkt. | Msc. |
| ---- | ----------- | ------ | ------------------------------------ | ------------------------------------ | ------------------------------------ | ------------------------------------ | ------------------------------------ | ---- | ---- |
| 1975 |             |        |                                      |                                      | Czechosłowacja                       |                                      |                                      | 31   | 23   |
| 1975 | Estonia 18  | Łada   | 14                                   | -                                    | -                                    | -                                    |                                      | 31   | 23   |
| 1978 |             |        |                                      |                                      | Czechosłowacja                       |                                      |                                      | ?    | ?    |
| 1978 | Estonia 18M | Łada   | 7                                    | -                                    | -                                    | -                                    | -                                    | ?    | ?    |
| 1979 |             |        |                                      |                                      | Czechosłowacja                       |                                      |                                      | 29   | 29   |
| 1979 | Estonia 19  | Łada   | 16                                   | -                                    | -                                    | -                                    | -                                    | 29   | 29   |

### Sowiecka Formuła 3
| Rok  | Zespół      | Samochód   | Silnik | Wyniki w poszczególnych eliminacjach | Wyniki w poszczególnych eliminacjach | Wyniki w poszczególnych eliminacjach | Wyniki w poszczególnych eliminacjach | Pkt. | Msc. |
| ---- | ----------- | ---------- | ------ | ------------------------------------ | ------------------------------------ | ------------------------------------ | ------------------------------------ | ---- | ---- |
| 1974 |             |            |        |                                      |                                      |                                      |                                      | ?    | 8    |
| 1974 | DOSAAF Ryga | Estonia 18 | Łada   | ?                                    | ?                                    | ?                                    | ?                                    | ?    | 8    |
| 1975 |             |            |        |                                      |                                      |                                      |                                      | 0    | NS   |
| 1975 | DOSAAF Ryga | Estonia 18 | Łada   | -                                    | -                                    | NU                                   | NU                                   | 0    | NS   |
| 1976 |             |            |        |                                      |                                      |                                      |                                      | 133  | 12   |
| 1976 | DOSAAF Ryga | Estonia 18 | Łada   | NU                                   | 11                                   | 2                                    | NU                                   | 133  | 12   |

### Sowiecka Formuła Easter
| Rok  | Zespół      | Samochód    | Silnik | Wyniki w poszczególnych eliminacjach | Wyniki w poszczególnych eliminacjach | Wyniki w poszczególnych eliminacjach | Wyniki w poszczególnych eliminacjach | Wyniki w poszczególnych eliminacjach | Wyniki w poszczególnych eliminacjach | Pkt. | Msc. |
| ---- | ----------- | ----------- | ------ | ------------------------------------ | ------------------------------------ | ------------------------------------ | ------------------------------------ | ------------------------------------ | ------------------------------------ | ---- | ---- |
| 1977 |             |             |        |                                      |                                      |                                      |                                      |                                      |                                      | 319  | 4    |
| 1977 | DOSAAF Ryga | Estonia 18M | Łada   | 23                                   | 8                                    | 5                                    | 4                                    | 2                                    | 2                                    | 319  | 4    |
| 1978 |             |             |        |                                      |                                      |                                      |                                      |                                      |                                      | 101  | 11   |
| 1978 | DOSAAF Ryga | Estonia 18M | Łada   | 15                                   | 4                                    | NU                                   |                                      |                                      |                                      | 101  | 11   |
| 1979 |             |             |        |                                      |                                      |                                      |                                      |                                      |                                      | 170  | 3    |
| 1979 | DOSAAF Ryga | Estonia 19  | Łada   | 3                                    | 2                                    | 7                                    |                                      |                                      |                                      | 170  | 3    |